# Гороховидная кость

Гороховидная кость в левой руке

Гороховидная кость яйцеобразной формы. Одна из сесамовидных костей, лежит в толще сухожилия локтевого сгибателя кисти. На тыльной (задней) стороне есть небольшая плоская суставная поверхность, посредством которой она соединяется с трёхгранной костью.